# Großauheim (przystanek kolejowy)
Großauheim (niem. Bahnhof Großauheim (Kr Hanau)) – przystanek kolejowy w Hanau, w dzielnicy Großauheim, w regionie Hesja, w Niemczech. Znajduje się na linii Main-Spessart-Bahn.
Według klasyfikacji Deutsche Bahn ma  kategorię 5.

## Historia
Przystanek powstał wraz z budową linii Frankfurt – Hanau, kiedy to została ona rozbudowana w 1854 roku o 8,9 km do granicy Bawarii i podłączony do Ludwigs-West-Bahn. Początkowo była to stacja kolejowa, ale po rozebraniu dodatkowych torów, zmieniono kategorię na przystanek kolejowy.

## Linie kolejowe
- Main-Spessart-Bahn